# Maibritt Bogs
Maibritt Bogs (født 1957) er en tidligere dansk atlet. Hun var medlem af Amager IF (-1974) og Sparta Atletik (1975-).
Maibritt Bogs far Poul Bogs Larsen var dansk mester i kuglestød 1947-1950 og broderen Tom Bogs var europamester i boksning. Datteren Helen Bogs-Grarup (født 1983) vandt flere danske ungdomsmesterskaber i kast 1997-2000.

## Danske mesterskaber
- Sølv 1974 Diskoskast 42,15
- Bronze 1975 Diskoskast 41,75
- Bronze 1976 Kuglestød 12,20
- Sølv 1976 Diskoskast 41,05
- Guld 1977 Diskoskast 44,01
- Sølv 1978 Spydkast 44,53
- Guld 1981 Kastetrekamp 2161

## Personlige rekorder
- Diskoskast: 47,75 1977
- Kuglestød: 13,03 1977
- Spydkast: 45,26 1977
- Kastetrekamp: 2269 1978 DR